# غافن هاملتون
غافن هاملتون (بالإنجليزية: Gavin Hamilton (British Army officer))‏ (و. 1953 – 1982 م) هو عسكري من المملكة المتحدة . ولد في هاروغيت .

## التعليم
تعلم في أكاديمية ساندهيرست العسكرية الملكية.

## الخدمة العسكرية
خدم في الجيش البريطاني.

## جوائز وترشيحات
حصل على جوائز منها:
- الصليب العسكري.